# Pedro Ribeiro
Pedro Nezio de Araújo Lopes Ribeiro, född 13 juni 1990, är en brasiliansk fotbollsspelare som spelar för Västerås SK.

## Karriär
I januari 2019 värvades Ribeiro av IK Frej, där han skrev på ett tvåårskontrakt. Ribeiro gjorde sin Superettan-debut den 1 april 2019 i en 2–0-förlust mot IK Brage.
Den 29 november 2019 värvades Ribeiro av Västerås SK, där han skrev på ett tvåårskontrakt. I augusti 2021 förlängde Ribeiro sitt kontrakt i klubben fram över säsongen 2022. I november 2022 förlängde han sitt kontrakt med ett år. Ribeiro missade större delen av säsongen 2023 med skadebekymmer. I november 2023 skrev han på ett nytt korttidskontrakt med Västerås SK som i mars 2024 förlängdes till sista juli.